# Rothko (gruppo musicale)
I Rothko sono un gruppo musicale inglese.

## Storia del gruppo
I Rothko vennero fondati a Londra nel 1997 da Mark Beazley ed erano inizialmente un trio di bassisti. Il loro nome è ispirato a quello del celebre pittore astratto. La band esordì con A Negative for Francis (1997). A partire dal 2002, anno in cui il gruppo incise A Continual Search for Origins (2002), i Rothko divennero una one man band con Beazley in qualità di leader. Distant Sounds of Summer (2005) è una collaborazione con Susumu Yokota. Oltre a essere attivo nel progetto Rothko, Beazley compose in proprio le musiche del docu-drama The Flight that Fought Back (2005), trasmesso su Discovery Channel.

## Formazione

### Membri
- Mark Beazley
- Michael Donnelly

### Ex componenti
- Crawford Blair
- Jon Meade
- Ben Page

## Discografia parziale
- 1999 – A Negative for Francis
- 2000 – Forty Years To Find a Voice
- 2001 – No Anchor No Chart No Rudder No Sails
- 2001 – Not Gone. Not Forgotten.
- 2001 – In the Pulse of an Artery
- 2002 – A Continual Search for Origins
- 2002 – New Found Land (con Yellow6 e i Landing)
- 2003 – Wish For a World Without Hurt (con i Blk w/Bear)
- 2005 – A Place Between (con Caroline Ross)
- 2005 – Distant Sounds of Summer (con Susumu Yokota)
- 2007 – Eleven Stages of Intervention